# Václav Helšus
Václav Helšus (* 6. března 1947 Louny) je český divadelní a filmový herec.
Po studiu na pražské DAMU hrál postupně v Činoherním studiu Ústí nad Labem, ve Studiu Y v Liberci a později v Praze. Od počátku osmdesátých let 20. století působil v Divadle F. X. Šaldy v Liberci.
Od 9. února 2018 vysílal Český rozhlas Liberec jeho patnáctidílnou četbu na pokračování z Knihy o Jizerských horách, kterou sepsal Miloslav Nevrlý. Pořad do vysílání připravili dramaturg David Hamr a režisér Michal Bureš.
Dne 19. března 2018 obdržel čestné občanství města Liberce.

## Filmografie (výběr)

### Film
- 2010 – Přežít svůj život
- 2008 – Děti noci
- 1981 – Kalamita
- 1980 – Krakonoš a lyžníci
- 1979 – Panelstory aneb Jak se rodí sídliště
- 1975 – Holka na zabití

### Televize
- 2014 – Případy 1. oddělení
- 2001 – Stříbrná paruka